# Bill Masterton Memorial Trophy

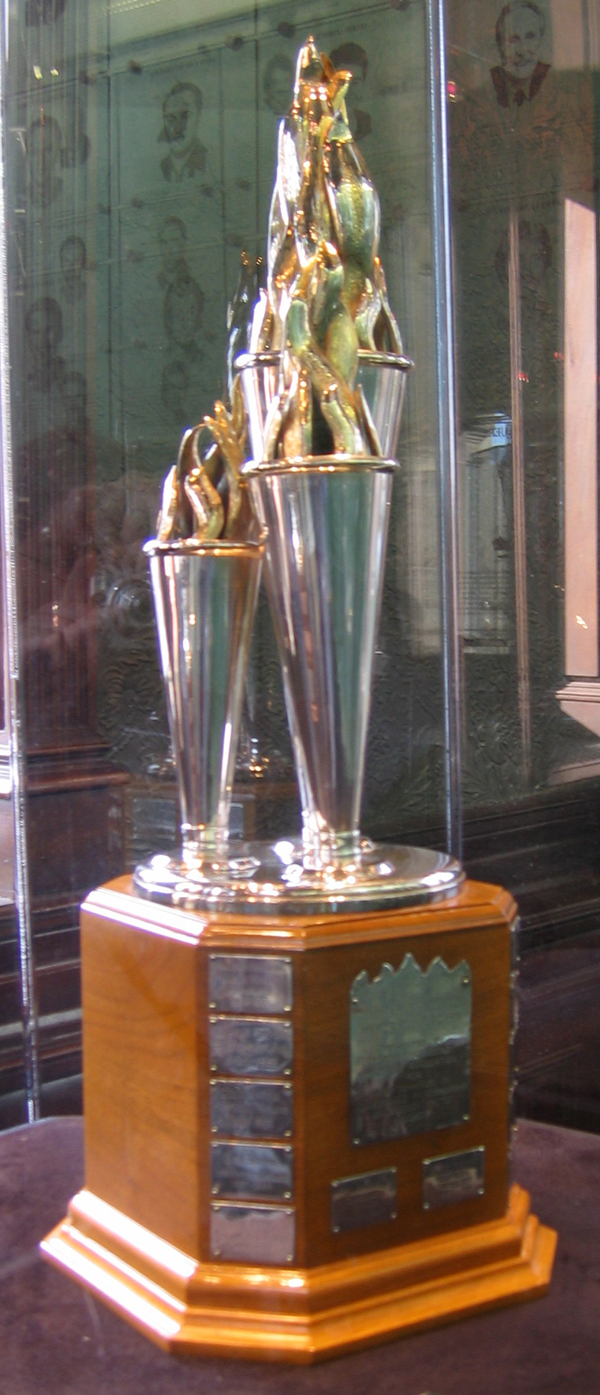
Bill Masterton Memorial Trophy.

Bill Masterton Memorial Trophy är ett årligt pris som tilldelas den spelare i National Hockey League som under grundserien visat störst ihärdighet, sportsmannaanda och engagemang inom ishockeyn. 
Vinnaren röstas fram av ishockeyjounalisterna i Professional Hockey Writers' Association.
Trofén har fått sitt namn efter för att hedra ishockeyspelaren Bill Masterton i Minnesota North Stars, som dog efter en skada han fick under en ishockeymatch den 15 januari 1968. Masterton visade under sin karriär just de kvaliteter som trofén nu belönar. Bill Masterton Memorial Trophy delades ut första gången efter säsongen 1967–68.

## Vinnare

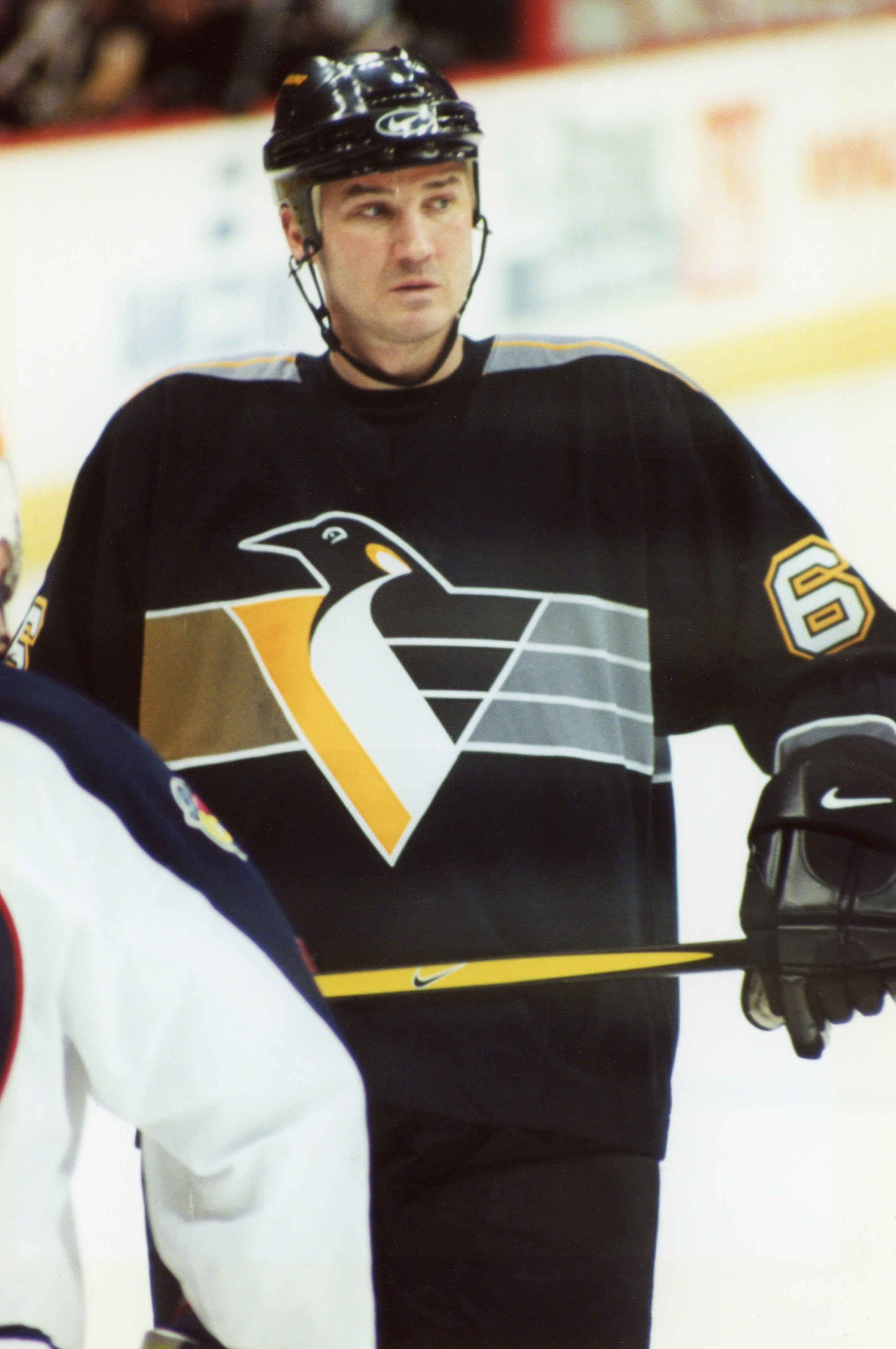
Mario Lemieux vann Bill Masterton Memorial Trophy efter ha vunnit Art Ross Trophy trots att han missade delar av säsongen på grund av Non-Hodgkins lymfom.

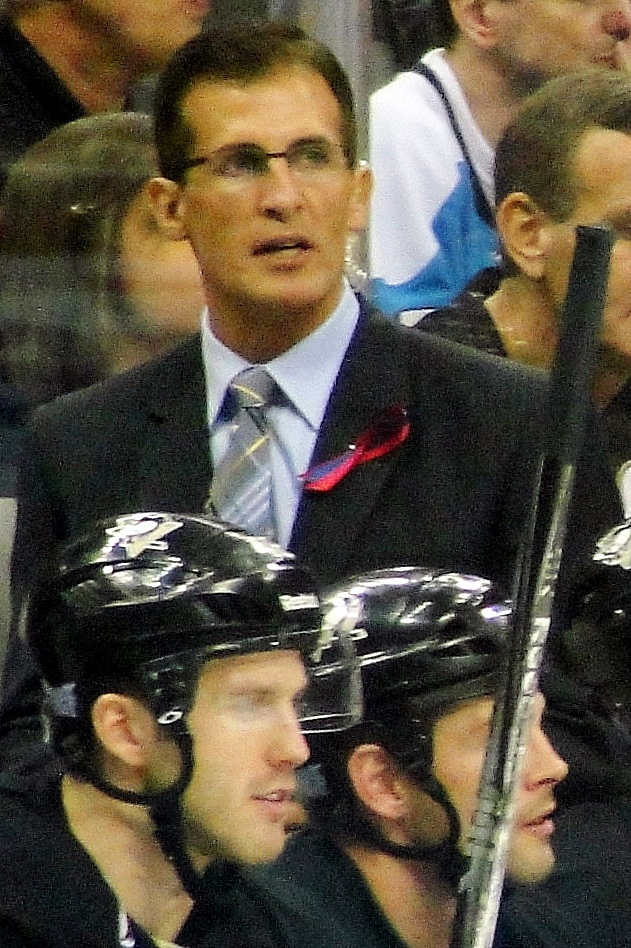
Tony Granato vann Bill Masterton Memorial Trophy efter ha vunnit mot eventuell karriäravslutande hjärncancer.

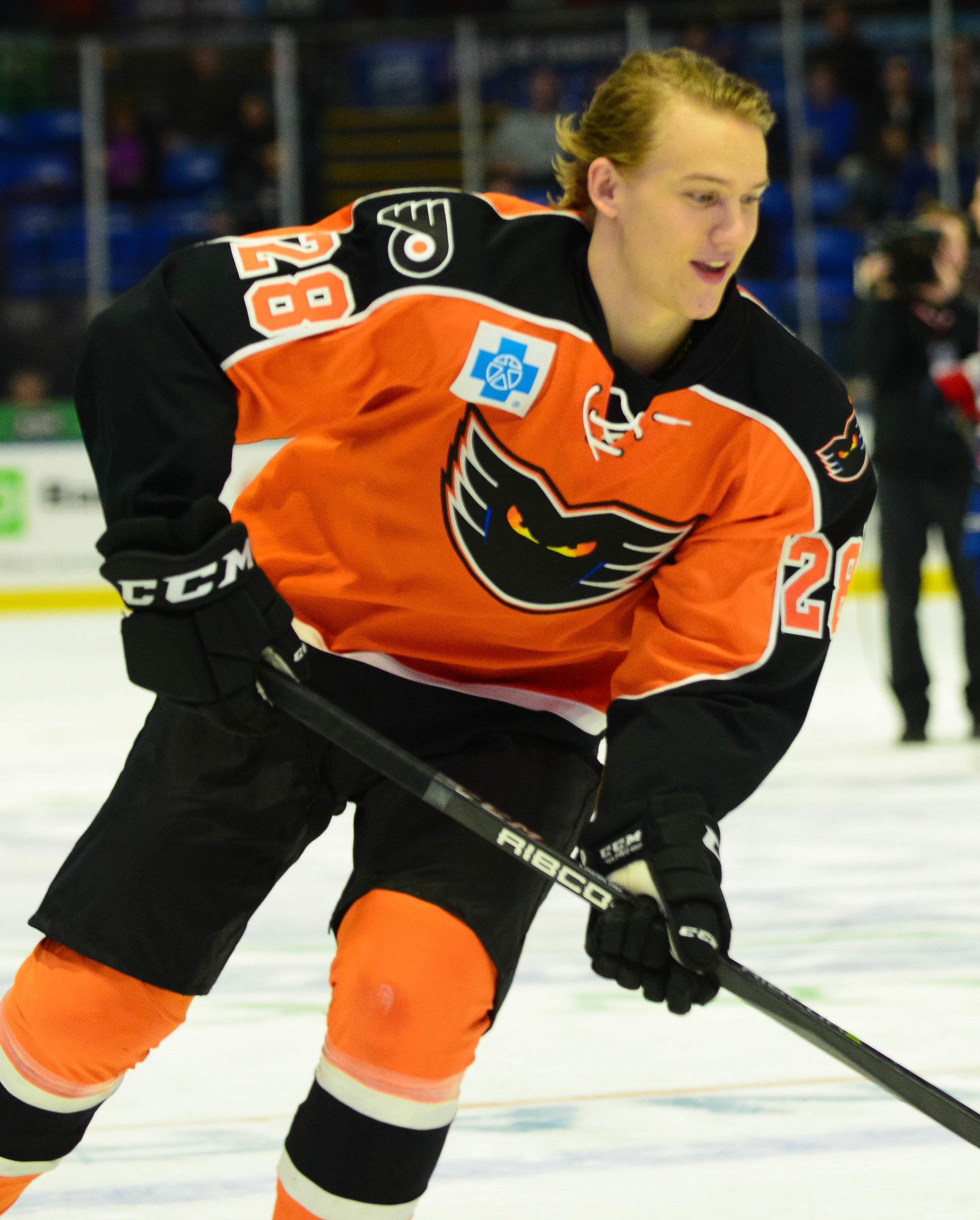
Oskar Lindblom är den senaste svensken som har vunnit Bill Masterton Memorial Trophy på grund av sin kamp mot Ewings sarkom (skelettcancer).

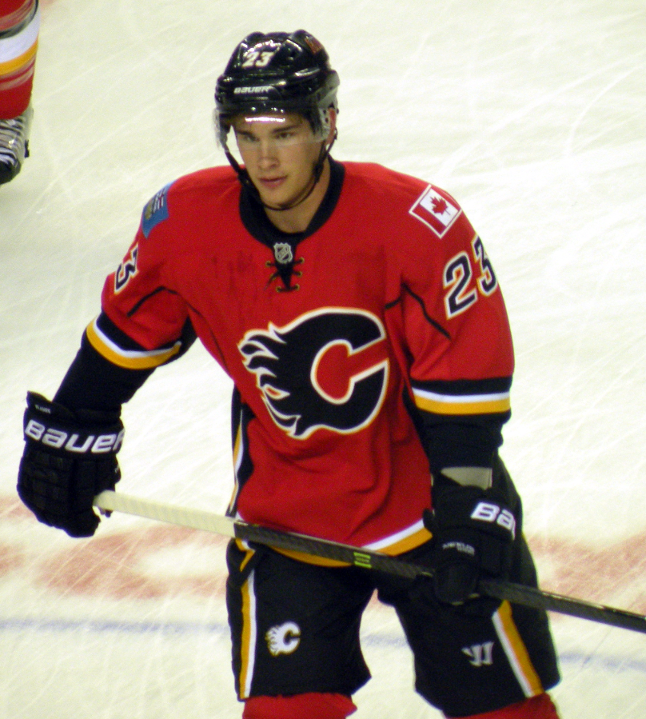
Sean Monahan är den senaste spelaren som har vunnit Bill Masterton Memorial Trophy.

Källa: 
| 1967–1968 | Claude Provost                     | Montreal Canadiens                 |                                    |                                    |
| 1968–1969 | Ted Hampson                        | Oakland Seals                      |                                    |                                    |
| 1969–1970 | Pit Martin                         | Chicago Black Hawks                |                                    |                                    |
| 1970–1971 | Jean Ratelle                       | New York Rangers                   |                                    |                                    |
| 1971–1972 | Bobby Clarke                       | Philadelphia Flyers                |                                    |                                    |
| 1972–1973 | Lowell MacDonald                   | Pittsburgh Penguins                |                                    |                                    |
| 1973–1974 | Henri Richard                      | Montreal Canadiens                 |                                    |                                    |
| 1974–1975 | Don Luce                           | Buffalo Sabres                     |                                    |                                    |
| 1975–1976 | Rod Gilbert                        | New York Rangers                   |                                    |                                    |
| 1976–1977 | Ed Westfall                        | New York Islanders                 |                                    |                                    |
| 1977–1978 | Butch Goring                       | Los Angeles Kings                  |                                    |                                    |
| 1978–1979 | Serge Savard                       | Montreal Canadiens                 |                                    |                                    |
| 1979–1980 | Al MacAdam                         | Minnesota North Stars              |                                    |                                    |
| 1980–1981 | Blake Dunlop                       | St. Louis Blues                    |                                    |                                    |
| 1981–1982 | Glenn Resch                        | Colorado Rockies                   |                                    |                                    |
| 1982–1983 | Lanny McDonald                     | Calgary Flames                     |                                    |                                    |
| 1983–1984 | Brad Park                          | Detroit Red Wings                  |                                    |                                    |
| 1984–1985 | Anders Hedberg                     | New York Rangers                   |                                    |                                    |
| 1985–1986 | Charlie Simmer                     | Boston Bruins                      |                                    |                                    |
| 1986–1987 | Doug Jarvis                        | Hartford Whalers                   |                                    |                                    |
| 1987–1988 | Bob Bourne                         | Los Angeles Kings                  |                                    |                                    |
| 1988–1989 | Tim Kerr                           | Philadelphia Flyers                |                                    |                                    |
| 1989–1990 | Gord Kluzak                        | Boston Bruins                      |                                    |                                    |
| 1990–1991 | Dave Taylor                        | Los Angeles Kings                  |                                    |                                    |
| 1991–1992 | Mark Fitzpatrick                   | New York Islanders                 |                                    |                                    |
| 1992–1993 | Mario Lemieux                      | Pittsburgh Penguins                |                                    |                                    |
| 1993–1994 | Cam Neely                          | Boston Bruins                      |                                    |                                    |
| 1994–1995 | Pat LaFontaine                     | Buffalo Sabres                     |                                    |                                    |
| 1995–1996 | Gary Roberts                       | Calgary Flames                     |                                    |                                    |
| 1996–1997 | Tony Granato                       | San Jose Sharks                    |                                    |                                    |
| 1997–1998 | Jamie McLennan                     | St. Louis Blues                    |                                    |                                    |
| 1998–1999 | John Cullen                        | Tampa Bay Lightning                |                                    |                                    |
| 1999–2000 | Ken Daneyko                        | New Jersey Devils                  |                                    |                                    |
| 2000–2001 | Adam Graves                        | New York Rangers                   |                                    |                                    |
| 2001–2002 | Saku Koivu                         | Montreal Canadiens                 |                                    |                                    |
| 2002–2003 | Steve Yzerman                      | Detroit Red Wings                  |                                    |                                    |
| 2003–2004 | Bryan Berard                       | Chicago Blackhawks                 |                                    |                                    |
| 2004–2005 | Ingen vinnare på grund av lockout. | Ingen vinnare på grund av lockout. | Ingen vinnare på grund av lockout. | Ingen vinnare på grund av lockout. |
| 2005–2006 | Teemu Selänne                      | Anaheim Ducks                      |                                    |                                    |
| 2006–2007 | Phil Kessel                        | Boston Bruins                      |                                    |                                    |
| 2007–2008 | Jason Blake                        | Toronto Maple Leafs                |                                    |                                    |
| 2008–2009 | Steve Sullivan                     | Nashville Predators                |                                    |                                    |
| 2009–2010 | José Théodore                      | Washington Capitals                |                                    |                                    |
| 2010–2011 | Ian Laperriere                     | Philadelphia Flyers                |                                    |                                    |
| 2011–2012 | Max Pacioretty                     | Montreal Canadiens                 |                                    |                                    |
| 2012–2013 | Josh Harding                       | Minnesota Wild                     |                                    |                                    |
| 2013–2014 | Dominic Moore                      | New York Rangers                   |                                    |                                    |
| 2014–2015 | Devan Dubnyk                       | Minnesota Wild                     |                                    |                                    |
| 2015–2016 | Jaromír Jágr                       | Florida Panthers                   |                                    |                                    |
| 2016–2017 | Craig Anderson                     | Ottawa Senators                    |                                    |                                    |
| 2017–2018 | Brian Boyle                        | New Jersey Devils                  |                                    |                                    |
| 2018–2019 | Robin Lehner                       | New York Islanders                 |                                    |                                    |
| 2019–2020 | Bobby Ryan                         | Ottawa Senators                    |                                    |                                    |
| 2020–2021 | Oskar Lindblom                     | Philadelphia Flyers                |                                    |                                    |
| 2021–2022 | Carey Price                        | Montreal Canadiens                 |                                    |                                    |
| 2022–2023 | Kris Letang                        | Pittsburgh Penguins                |                                    |                                    |
| 2023–2024 | Connor Ingram                      | Arizona Coyotes                    |                                    |                                    |
| 2024–2025 | Sean Monahan                       | Columbus Blue Jackets              |                                    |                                    |